# Dave Derby
Dave Derby is een Amerikaans songwriter, producer en componist van muziek voor films en televisieseries.
Hij was de oprichter van verschillende bands, zoals de The Dambuilders, Brilliantine en Gramercy Arms. Derby heeft ook soloalbums uitgebracht en speelde onder meer basgitaar in Lloyd Coles band The Negatives.